# Skeiðará
A Skeiðará folyó Izland déli részén található gleccserfolyó, melynek hossza nagyjából 30 kilométer. A folyó vizét a Skeiðarárjökull gleccserből nyeri, ami a Vatnajökull egyik déli ága. 

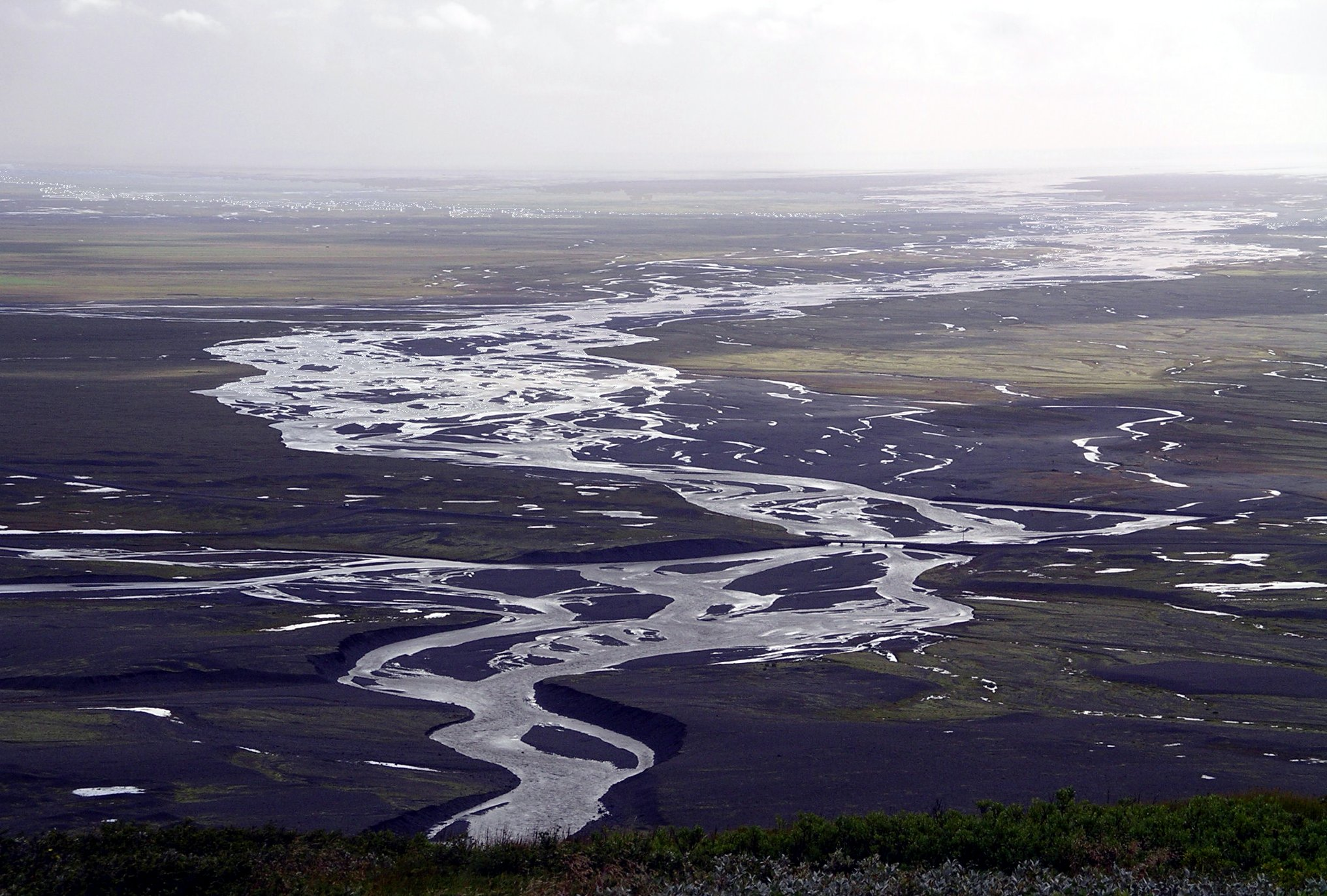
A Skeidará folyó látképe

A folyó rövidsége ellenére igen rossz hírnévnek örvend gyakori jégárjai miatt, melyeket a gleccsertavak átszakadó gátjai okoznak. Az ilyen, hirtelen jött áradások gyakran halálos áldozatokat is követelnek. 
A Skaftafell Nemzeti Parkkal előterében a Skeiðará
folyó a Sandur síkságot építi lerakott hordalékával. A síkságon, melynek elsősorban lávahomok és vulkáni hamu az alkotóelemei, ami miatt fekete színű a táj, a folyó számos meandert hoz létre. 
1996-ban volt a legutóbbi gleccserár, amely elpusztította az 1-es izlandi út egyes részeit, valamint egy 880 méter hosszú hidat is. A jégár tetőzésekor 45000 m³/s-nyi víz zúdult alá. Bár emberi életben nem esett kár,a tudósok azóta a Vatnajökullt és a rajta lévő Grímsvötn tavat is megfigyelés alatt tartják.

## Fordítás
Ez a szócikk részben vagy egészben  a   Skeiðará című angol Wikipédia-szócikk ezen változatának fordításán alapul.  Az eredeti cikk szerkesztőit annak laptörténete sorolja fel. Ez a jelzés csupán a megfogalmazás eredetét és a szerzői jogokat jelzi, nem szolgál a cikkben szereplő információk forrásmegjelöléseként.